# Troika (veicolo)

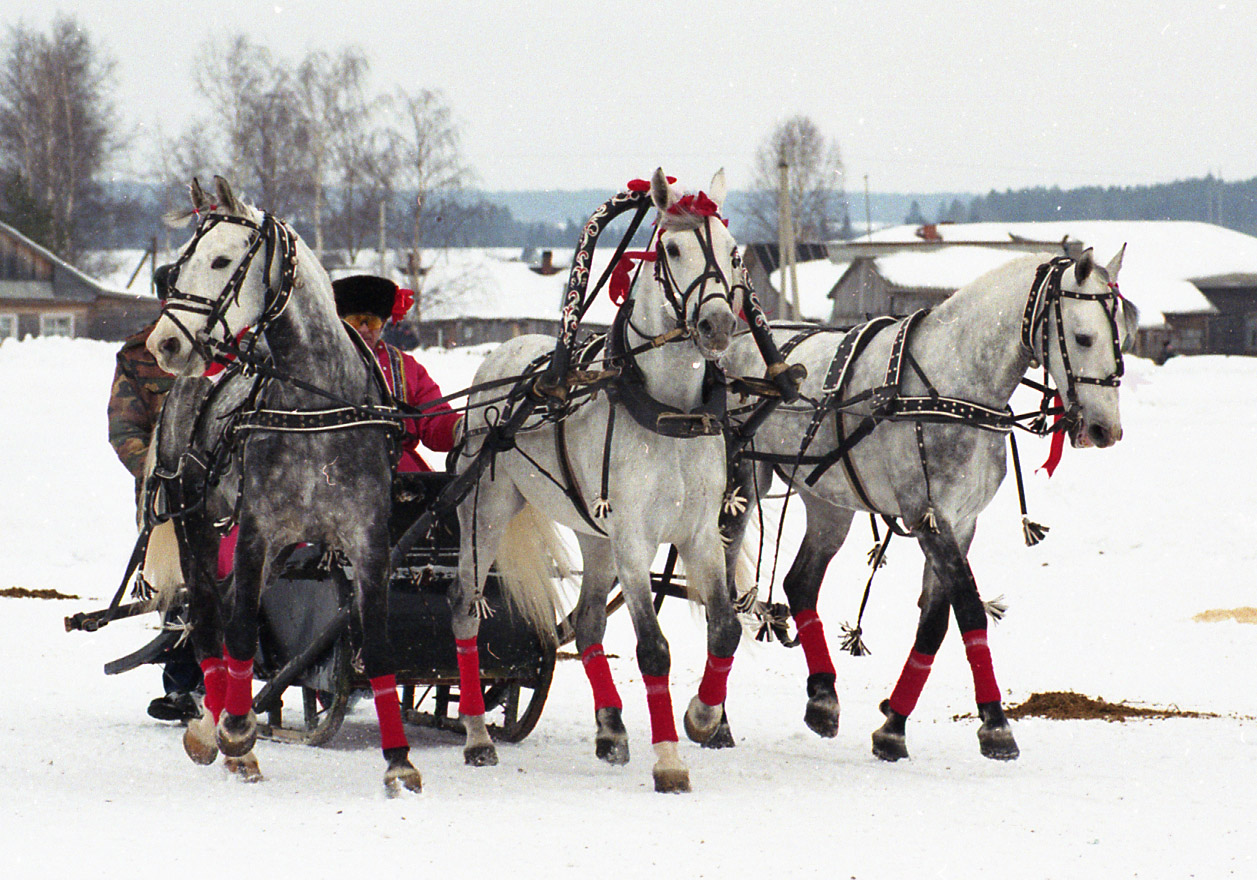
Una slitta trainata da una troika

La troika o trojka (in russo тройка?, letteralmente trio o tripletta), in italiano anche troica, è un tradizionale tipo di traino a tre cavalli per slitte o carrozze, utilizzato in Russia fin dal XVII secolo. Per estensione è chiamata troika anche la slitta o il carretto trainato da questo tipo di tiro.

## Descrizione

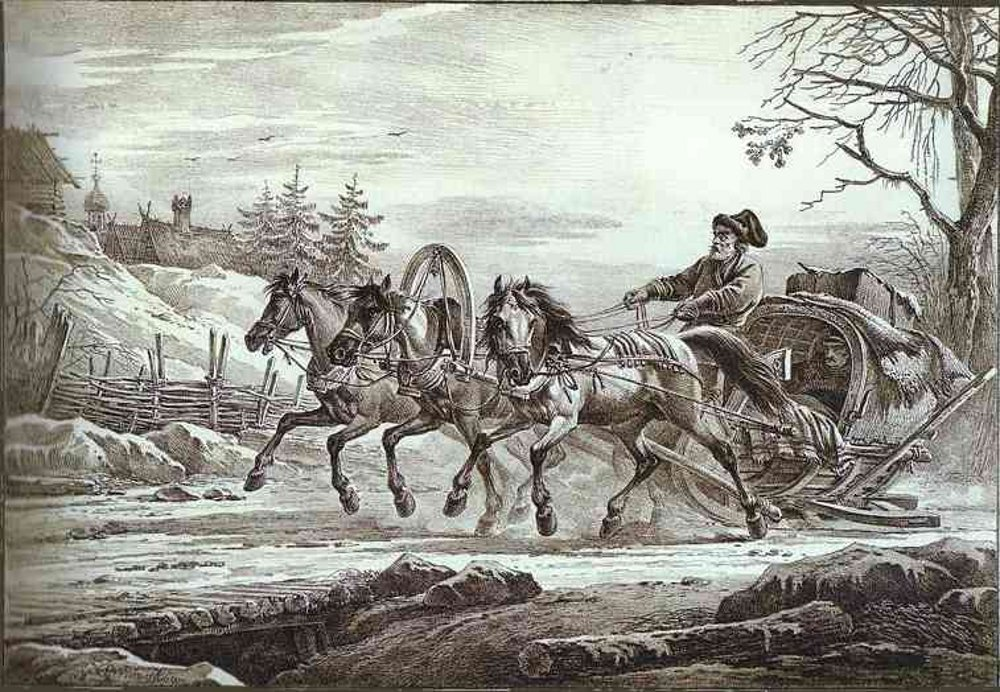
Litografia di Aleksander Orłowski raffigurante una kibitka, slitta russa coperta, trainata da una troika

Caratteristica dei traino è che il cavallo centrale (detto korennik) è solitamente imbrigliato tramite un collare posto intorno al collo e utilizza una andatura al trotto. È attaccato alle stanghe, le quali sono collegate tra loro da un arco chiamato duga, spesso decorato, che passa al di sopra del collo del cavallo. Nelle vetture destinate al servizio postale all'arco erano spesso attaccate delle campanelle, che con il loro suono avvertivano dell'arrivo della troika facendo sì che i passanti lasciassero libera la strada.
I cavalli laterali (detti pristjažnye) sono invece imbragati al petto e agganciati solo con dei tirelli e si muovono al galoppo. Il cavallo di destra va al galoppo sinistro e il cavallo di sinistra va al galoppo destro, e di conseguenza per mantenere l'equilibrio tendono a tenere la testa girata verso l'esterno.
Alla troika può essere attaccato un carretto o una carrozza per l'uso sulle strade oppure una slitta per muoversi sulla neve. Alla velocità massima una troika è in grado di correre a 45-50 chilometri all'ora, tra le massime velocità raggiungibili da un mezzo di trasporto su strada prima dell'avvento delle automobili.
Tra le razze di cavallo più usate vi sono quelli di razza Orlov: essendo ottimi trottatori inizialmente erano usati soprattutto come cavallo centrale, ma a partire dal periodo sovietico si è preferito usare tre cavalli della stessa razza.

## Storia
La troika venne sviluppata in Russia durante il XVII secolo, probabilmente per trasportare velocemente la posta attraverso le grandi distanze del paese e soprattutto per mettere meglio in comunicazione le città di Mosca e San Pietroburgo, diventando comune durante il XVIII secolo.
Nel XIX secolo con l'avvento delle ferrovie la troika perse gradualmente la sua importanza per la consegna della posta, mentre divenne popolare durante le feste popolari e i matrimoni. Inoltre iniziarono ad essere organizzate gare di velocità e di abilità nella guida. La prima competizione si tenne nell'ippodromo di Mosca nel 1840.
Al di fuori della Russia questo tipo di tiro venne conosciuto a partire dal 1911, quando una di esse fu portata al Festival of Empire di Londra del 1911.

## Nella cultura di massa

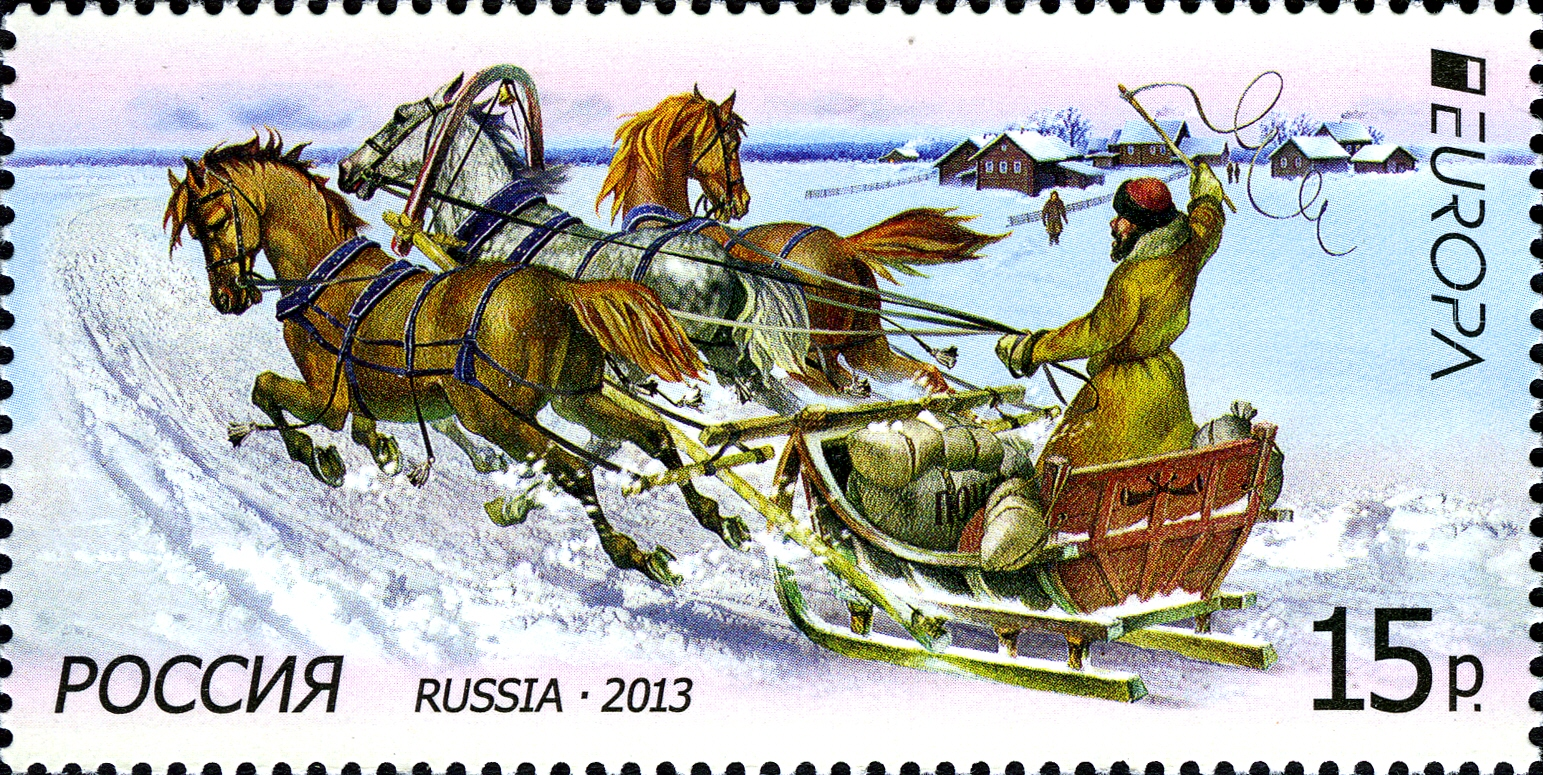
Francobollo russo dedicato alla troika

La troika è uno dei simboli della Russia e appare spesso al cinema o in letteratura all'interno di scene di folclore popolare. Celebre è la scena in cui appare nel romanzo Le anime morte, scritto nel 1842 da Nikolaj Vasil'evič Gogol', dove il protagonista Čičikov guida una troika attraverso le vaste pianure russe.
(Nikolaj Vasil'evič Gogol', Le anime morte)
Nel 2013 Počta Rossii, l'azienda di servizi postali della Federazione russa, all'interno dell'Emissione Europa dedicata ai veicoli postali ha emesso un francobollo raffigurante una slitta postale trainata da una troika.